# Observación naturalista

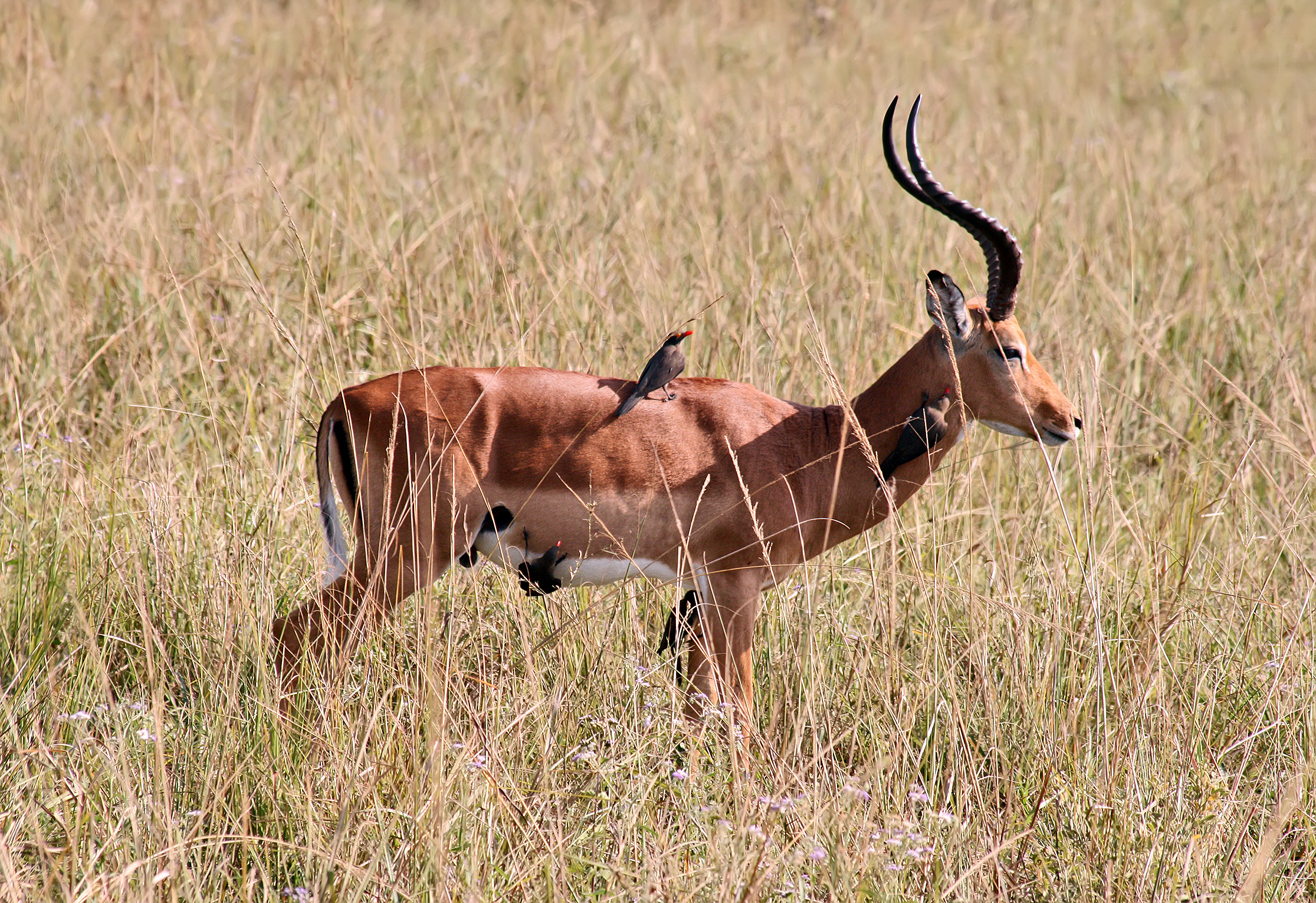

La observación naturalista es una herramienta de investigación en la que se observa a un sujeto en su hábitat natural sin ninguna manipulación por parte del observador. Durante la observación naturalista, los investigadores tienen mucho cuidado para evitar interferir con el comportamiento que están observando mediante el uso de métodos discretos. En el contexto de una observación naturalista, el observador no está manipulando el entorno de ninguna manera, ni fue creado por el observador, como ocurre en la denominada observación analógica. 
La observación naturalista, como herramienta de investigación, tiene ventajas y desventajas que afectan su aplicación. Simplemente observando en una instancia dada sin ninguna manipulación en su contexto natural, hace que los comportamientos exhibidos sean más creíbles porque están ocurriendo en un escenario real y típico en lugar de uno artificial generado dentro de un laboratorio. La observación naturalista también permite el estudio de eventos que se consideran poco éticos para estudiar a través de modelos experimentales, como el impacto de los tiroteos en la escuela secundaria en los estudiantes que asisten a la escuela secundaria. La observación naturalista se usa en muchas técnicas, desde observar los patrones de alimentación de un animal en el bosque hasta observar el comportamiento de los estudiantes en el entorno escolar.